# جانت فاوغهان
جانت فاوغهان (بالإنجليزية: Janet Vaughan)‏ (ولدت في 18 أكتوبر 1899 - توفيت في 9 يناير 1993) كانت مُختصة في علم وظائف الأعضاء وأكاديمية ومديرة أكاديمية. وقامت بعمل أبحاث في علم الدم وعلم الأشعة المرضي وكانت رئيسة كلية كلية سمرفيل، أوكسفورد في الفترة الواقعة ما بين 1945-1967.